# 23 Thalia
För andra betydelser, se Thalia.
23 Thalia eller 1938 CL är en asteroid. Den upptäcktes av den brittiske astronomen John Russell Hind den 15 december, 1852 i London.
Namnet Thalia har asteroiden fått efter en musa som inom grekisk mytologi var komedins beskyddare.
Ljuskurveanalyser ger att Thalia har en jämn struktur och har inga plana ytor eller skarpa hörn.